# بخش آبدان
بخش آبدان یکی از بخش‌های شهرستان دیر در استان بوشهر در جنوب کشور ایران است که طبق آخرین مصوبه دولت احمدی‌نژاد متشکل از دهستان آبدان و دهستان سرمستان در ۷ مرداد ۹۲ ایجاد شد. مرکز بخش آبدان شهر آبدان است.

## تاریخچه
بخش آبدان از دهستان آبدان (به مرکزیت شهر آبدان) و دهستان سرمستان (به مرکزیت روستای سرمستان) تشکیل شده‌است.
به موجب تشکیل بخش آبدان روستاهای تنگ خوش، خمه دان، سورو و گنوی از دهستان حومه بخش مرکزی شهرستان دیر منتزع و به دهستان آبدان الحاق شدند.
دهستان سرمستان از ترکیب ۷ روستاست که از بخش مرکزی شهرستان دیر جدا شده تشکیل شده‌است.

## موقعیت
بخش آبدان در جنوب غربی استان بوشهر در تابعیت شهرستان دیر قرار دارد. از غرب به بخش بردخون و از جنوب با بخش مرکزی شهرستان دیر و از جانب شمال و شرق با شهرستان دشتی همسایه است.

## تقسیمات کشوری
- بخش آبدان
  - دهستان آبدان
  - دهستان سرمستان

مرکز بخش: شهر آبدان

### روستاها به تفکیک دهستان
دهستان آبدان:
دهستان سرمستان: